# Парламент Багамских Островов
Парламент Багамских Островов (англ. Parliament of the Bahamas) — законодательный орган Багамских Островов. Система разделения властей Содружества Багамских Островов копирует британскую модель. Структура, функции и процедуры парламента основаны на вестминстерской системе.

## Состав
Согласно Конституции законодательную власть Содружества Багамских Островов представляет двухпалатный парламент, действующий 5 лет (ст. 66), в состав которого входят британский монарх (которого представляет Генерал-губернатор и его подчиненные, ст. 71), Сенат (верхняя палата, англ. Senate of the Bahamas) и Палата собрания (нижняя палата, англ. House of Assembly of the Bahamas), на практике парламент не зависит от британской короны и полностью самостоятелен в своих действиях и решениях, а утверждение законопроектов монархом формально.
В Содружестве Багамских Островов имеется закреплённый Конституцией  институт лидера оппозиции (ст. 82, 83), куда генерал-губернатором назначается представитель самой большой по численности оппозиционной группы Палаты собрания.

### Сенат
Состоит из 16 сенаторов, назначаемых генерал-губернатором, а именно:
- 9 по рекомендации Премьер-министра;
- 4 по рекомендации лидера оппозиции[англ.];
- 3 по рекомендации Премьер-министра и лидера оппозиции[англ.] (ст.39).

В соответствии со ст. 40 Конституции Содружества Багамских Островов в обязанности премьер-министра входит обеспечение в Сенате такого баланса сил, как и в Палате собрания.
Сенат возглавляется председателем и его заместителем, избираемых из членов верхней палаты. Одним из преимущественных прав Сената является право задерживать принятие всех законов, кроме финансовых.

### Палата собрания
Палата собрания состоит из 39 депутатов, избираемых всеобщим голосованием по мажоритарной системе. В исключительную компетенцию депутатов нижней палаты входит законодательная инициатива по законопроектам относящимся к налогообложению, денежному обращению, финансированию и пр.

## Полномочия
Законодательной инициативой наделены как Палата собрания и Сенат, так и члены правительства, за исключением законов связанных с финансами, налогами и т. п. Правительство Содружества Багамских Островов подотчётно парламенту. Парламент вправе вынести вотум недоверия правительству Багам, по истечении 7 дней после которого либо уходит в отставку премьер-министр, либо организуются новые парламентские выборы, тем не менее по предложению премьер-министра генерал-губернатор может досрочно распустить парламент (ст. 66). Парламент может варьировать число и границы избирательных округов (41 на 2008 год) в зависимости от количества избирателей.
Открывает и закрывает сессии парламента генерал-губернатор, перерыв между заседаниями парламента не может состоять более 12 месяцев.